# ФК Рибник
ФК Рибник је фудбалски клуб из Горњег Рибника, Србија, основан 1946. године. Тренутно се такмичи у Првој расинској окружној лиги у фудбалу, јер се у сезони 2014/15. као првак Друге расинске окружне лиге у фудбалу пласирао у виши ранг као првак.

## Историја
Највиши ранг такмичења који је играо ФК Рибник је Нишку зону у сезони 1996/97.Неколико година након гашења клуба,поново је формиран 2009.године и сезону почиње у општинској фудбалској лиги Трстеник.

## Резултати клуба у последњим годинама
| Сезона   | Ранг | Лига                        | ИГ | П  | Н  | И  | ГД | ГП | Бод | Позиција |
| -------- | ---- | --------------------------- | -- | -- | -- | -- | -- | -- | --- | -------- |
| 2009/10. | 7    | Општинска лига Трстеник     | 28 | 14 | 37 | 11 | 53 | 48 | 45  | 6.       |
| 2010/11. | 7    | Општинска лига Трстеник     | 24 | 8  | 0  | 16 | 39 | 74 | 24  | 11.      |
| 2011/12. | 7    | Општинска лига Трстеник     | 22 | 15 | 3  | 4  | 82 | 31 | 48  | 3.       |
| 2012/13. | 7    | Општинска лига Трстеник     | 24 | 17 | 4  | 3  | 67 | 17 | 55  | 1.       |
| 2013/14. | 6    | Друга расинска окружна лига | 26 | 12 | 1  | 13 | 54 | 54 | 37  | 7.       |
| 2014/15. | 6    | Друга расинска окружна лига | 26 | 20 | 0  | 6  | 79 | 36 | 60  | 1.       |
| 2015/16. | 5    | Прва расинска окружна лига  | -  | -  | -  | -  | -  | -  | -   | -        |

## Састав екипе у сезони 2015/16.
| Бр. |        | Позиција | Играч                   |
| --- | ------ | -------- | ----------------------- |
| 1   | Србија | Г        | Александар Ђонић        |
| 2   | Србија | О        | Вељко Трифуновић        |
| 3   | Србија | О        | Стефан Коматовић        |
| 4   | Србија | О        | Лазар Пантелић          |
| 5   | Србија | О        | Игор Коматовић          |
| 6   | Србија | С        | Никола Јованчевић       |
| 7   | Србија | С        | Стефан Раковац          |
| 8   | Србија | О        | Лука Караџић            |
| 9   | Србија | Н        | Душан Ђонић             |
| 10  | Србија | О        | Бојан Миловановић       |
| 11  | Србија | Н        | Милош Трнавац (капитен) |
| 12  | Србија | Г        | Никола Јовановић        |

| Бр. |        | Позиција | Играч              |
| --- | ------ | -------- | ------------------ |
| 13  | Србија | С        | Горан Рајковић     |
| 14  | Србија | С        | Бошко Виријевић    |
| 15  | Србија | С        | Никола Милутиновић |
| 16  | Србија | С        | Марко Вукојевић    |
| 17  | Србија | Н        | Петар Војиновић    |
| 18  | Србија | С        | Јован Луковић      |
| 19  | Србија | О        | Драган Кручичанин  |
| 20  | Србија | С        | Ђонић Андрија      |
| 22  | Србија | С        | Ненад Ерић         |
| 32  | Србија | О        | Ђорђе Матејић      |
| 88  | Србија | С        | Стефан Тополац     |

## Познати бивши играчи
- Саша Вукојевић